# سونان-گویوک
سونان-گویوک (انگلیسی: Sunan-guyok) بخشی در کشور کره شمالی است که در پیونگ‌یانگ واقع شده‌است.